# Pacte de Lucknow

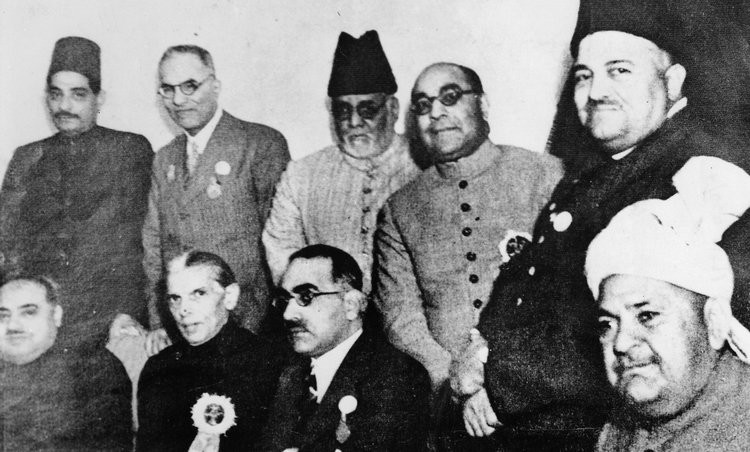
Comité de travail de la Ligue musulmane, session de Lucknow, octobre 1937

Le Pacte de Lucknow est une entente entre le Congrès national indien et la All-India Muslim League de Muhammad Ali Jinnah à l'initiative de la All-India Home Rule League de Bal Gangadhar Tilak et Annie Besant.
Lorsque le Congrès national indien se tint en décembre 1916 à Lucknow, où était basée la Ligue musulmane, un accord fut signé entre les deux organisations. Le pacte de Lucknow stipulait qu'elles exigeraient conjointement, dès la fin du conflit mondial, des concessions du gouvernement britannique pour plus d'autonomie pour la population indienne, tout en protégeant la place des musulmans. 